# Kierfea Hill

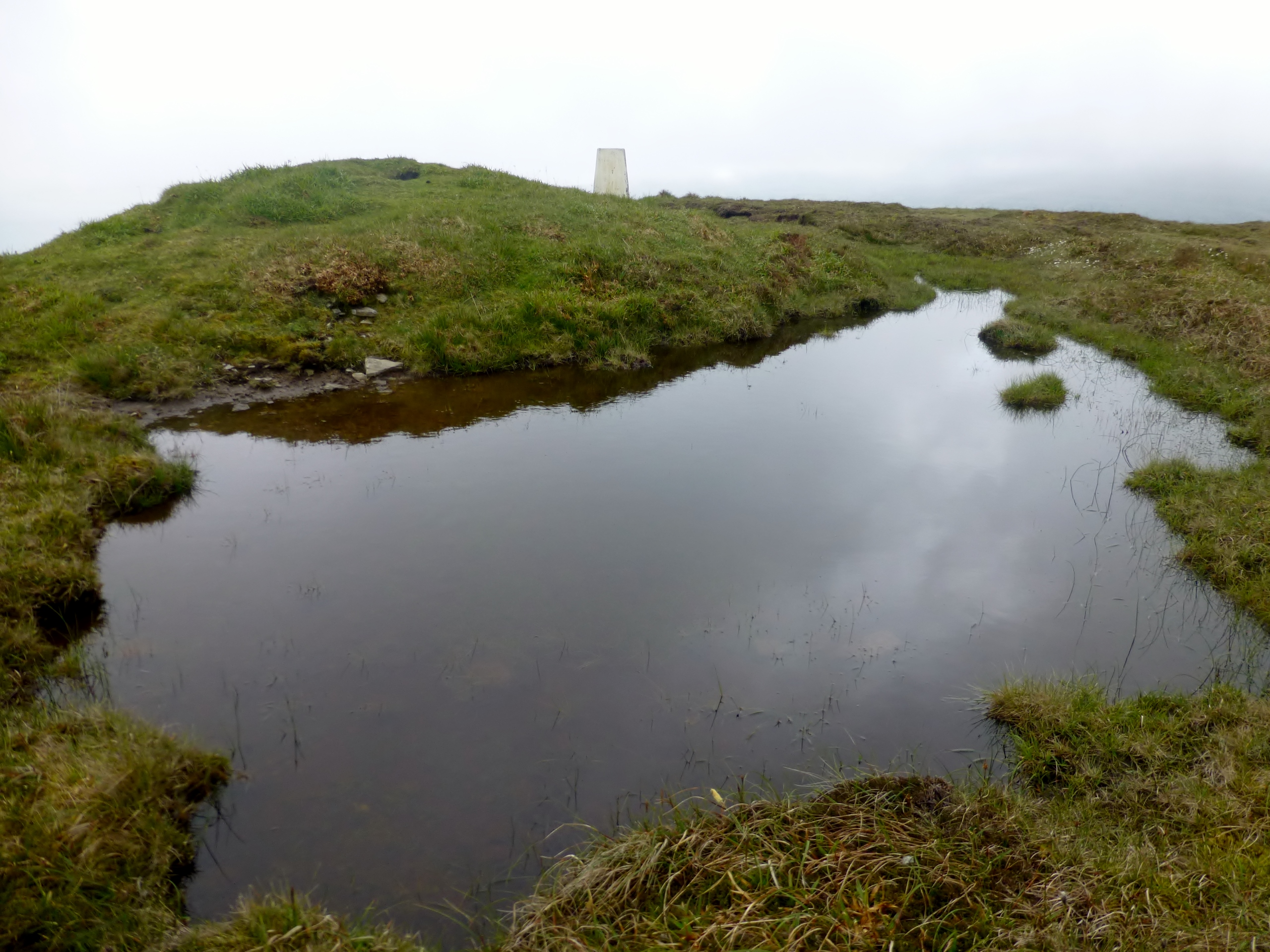
Kierfea Hill

Kierfea Hill ist ein Cairn des Orkney-Cromarty-Typs (OC) auf der Orkneyinsel Rousay in Schottland.
Der 1940 ausgegrabene Stalled Cairn im seltenen Rundhügel liegt auf der Südseite des 235 m hohen Kierfea Hill, unweit der gleichartigen Megalithanlage Bigland Round. Er ist stark gestört und auf eine maximale Resthöhe von 1,5 m reduziert. Der Hügel hat etwa 9,0 m Durchmesser und wird teilweise noch von einer Doppelreihe von Randsteinen umgeben. Die Achse des Ganges und der Kammer ist Südost-Nordwest orientiert. Der Gang ist 2,4 m und die Kammer 3,6 m lang. Sie wird durch zwei Paare quergestellter Platten in drei Boxenpaare unterteilt.
Die Kammer hat nach der Ausgrabung offen gelassen worden, aber ihre Nordseite ist zusammengebrochen.
Die gefundenen Teile von drei Knickwandschalen und einer bearbeiteter Feuerstein sind im National Museum of Antiquities of Scotland (NMAS) zu sehen.
Südwestlich liegt der stark gestörte „Knowe of Craie“.